# Skarlátvállú aprópapagáj
A skarlátvállú aprópapagáj (Touit huetii), korábban skarlátvállú papagáj, a madarak osztályának papagájalakúak (Psittaciformes) rendjébe a papagájfélék (Psittacidae) családjába és az araformák (Arinae) alcsaládjába tartozó faj.

## Rendszerezése
A fajt Coenraad Jacob Temminck holland arisztokrata és zoológus írta le 1830-ban, a Psittacus nembe Psittacus huetii néven. Egyes szervezetek még a jákópapagáj-formák (Psittacinae) alcsaládjába sorolják.

## Előfordulás
Bolívia, Brazília, Ecuador, Guyana, Kolumbia, Peru és Venezuela területén honos. Természetes élőhelyei a szubtrópusi vagy trópusi síkvidéki esőerdők. Nomád faj.

## Megjelenése
Átlagos testhossza 16 centiméter, testtömege 58-62 gramm.

## Természetvédelmi helyzete
Az elterjedési területe még nagyon nagy, de a folyamatos erdőirtások miatt gyorsan csökken, egyedszáma ugyan stabil, de szétaprózódott. A Természetvédelmi Világszövetség Vörös listáján nem fenyegetett fajként szerepel.